# 佐藤亞紀
佐藤亞紀（1962年9月16日—），是一名日本著名推理小說作家，畢業於成城大學，專攻西洋美術史，曾到法國留學一年，1991年憑《巴爾達薩爾的心路歷程》獲得日本幻學小說大獎出道，2003年獲得吉川英治文學新人獎。除撰寫小說外，佐藤亞紀又曾在早稻田大學及明治大學出任教職。佐藤亞紀的丈夫是同樣獲得日本幻學小說大獎的作家佐藤哲也。